# 凸壳肌蛤
，又名雲雀蛤，是贻贝目壳菜蛤科的一种。舊屬边纲蛤属，現時已被劃分到Arcuatula屬去。

## 分佈
本物種廣泛分佈於西太平洋，而且能適應廣泛溫度的海水，從北至北海道:50及南至新加坡的海域亦能發現其踪影。
見於日本北海道至九州:50、韩国、中国大陆、台湾。
常栖息在河口半淡咸水域的泥滩底、潮间带至潮下带。

## 外部連結
- 維基物種上的相關：東亞殼菜蛤